# Petras Kubiliūnas
Petras Kubiliūnas (* 16. Mai 1894 im Kreis Rokiškis; † 22. August 1946 in Moskau) war ein litauischer Generalleutnant der Zwischenkriegszeit, der im Zweiten Weltkrieg unter deutscher Besatzung der höchstrangige litauische Vertreter im Generalbezirk Litauen war. 1946 wurde Kubiliūnas in Moskau als Kollaborateur hingerichtet.

## Leben
Kubiliūnas legte das Abitur an einem Gymnasium in Riga ab und besuchte danach bis 1914 die russische Militärschule Vilnius. Am Ersten Weltkrieg nahm er in der zaristischen Armee im Lettischen Regiment teil. Im August 1919 trat er in die Armee des neuerdings unabhängigen Litauens ein und nahm bis Ende 1919 an Kämpfen gegen die Bolschewiki teil. Dabei kommandierte er ein Bataillon und war später Stabschef im 4. Infanterie-Regiment. Nach verschiedenen Dienststellungen in litauischer Armee und Grenztruppen und Besuchen von ausländischen Militärschulen wurde er 1929 zum Generalleutnant und Generalstabschef ernannt. 1934 nahm er an einem erfolglosen Putschversuch gegen Antanas Smetona teil, der Augustinas Voldemaras an die Macht bringen sollte. Ein Militärtribunal verurteilte ihn zum Tode, die Strafe wurde jedoch nicht vollstreckt. 1937 wurde Kubiliūnas aus der Haft entlassen.
Bei der Okkupation Litauens durch die Sowjetunion im Juni 1940 wurde Kubiliūnas festgenommen. Im Juni 1941 wurde er während einer Revolte gegen die sowjetischen Truppen aus dem Gefängnis befreit. Nach dem Einmarsch der Wehrmacht und während der Besatzungszeit im Zweiten Weltkrieg arbeitete er von August 1941 bis 1944 als Leiter („Erster Generalrat“) der litauischen Selbstverwaltung („Vertrauensrat“) mit dem nationalsozialistischen Deutschen Reich zusammen und war Theodor Adrian von Renteln unterstellt. Damit nahm er für Litauen eine ähnliche Rolle wie Oskars Dankers in Lettland und Hjalmar Mäe in Estland ein. Kubiliūnas unterschrieb eine Reihe von Dokumenten zur Aushebung von Litauern für die Waffen-SS und zur Zwangsarbeit. Beim Herannahen der Roten Armee floh er nach Deutschland. Im Dezember 1945 wurde er in der britischen Besatzungszone von sowjetischen Agenten gefasst und nach Moskau verbracht. In einem Gerichtsprozess wurde er zum Tode verurteilt und im August 1946 hingerichtet.

## Auszeichnungen
- 1931: Orden des Weißen Löwen,  2. Stufe (Tschechoslowakei)[1]